# Ebdentown
Ebdentown est une banlieue de la cité de Upper Hutt, située dans la partie inférieure de l’île du Nord de la Nouvelle-Zélande.

## Situation
Elle siège à environ 1 km au nord du centre d’affaires de la cité de Upper Hutt.

## Démographie
Selon le recensement de la Nouvelle-Zélande de 2013, la localité d’Ebdentown avait enregistré la présence de 2 163 résidents, ce qui constituait 5,4 % de la population de la cité de Upper Hutt. Sur l’ensemble de ces résidents, il y avait 1 071 hommes et 1 089 femmes.